# Esplanade Jacques-Chaban-Delmas
L'esplanade Jacques-Chaban-Delmas est une voie située dans le quartier de l'École-Militaire du 7e arrondissement de Paris.

## Situation et accès
L'esplanade Jacques-Chaban-Delmas est desservie à proximité par la ligne 13 à la station Saint-François-Xavier.

## Origine du nom
Elle porte le nom de l'homme politique français Jacques Chaban-Delmas (1915-2000), ancien résistant et chef militaire, en raison de sa proximité avec l'École militaire.

## Historique
Cette voie, qui était précédemment une partie de la place El Salvador correspondant au terre-plein central de l'avenue de Breteuil, a pris sa dénomination actuelle par un arrêté municipal du 19 août 2004.

## Bâtiments remarquables et lieux de mémoire
- L'esplanade donne sur l'église Saint-François-Xavier et débouche sur les Invalides.

### Articles connexes

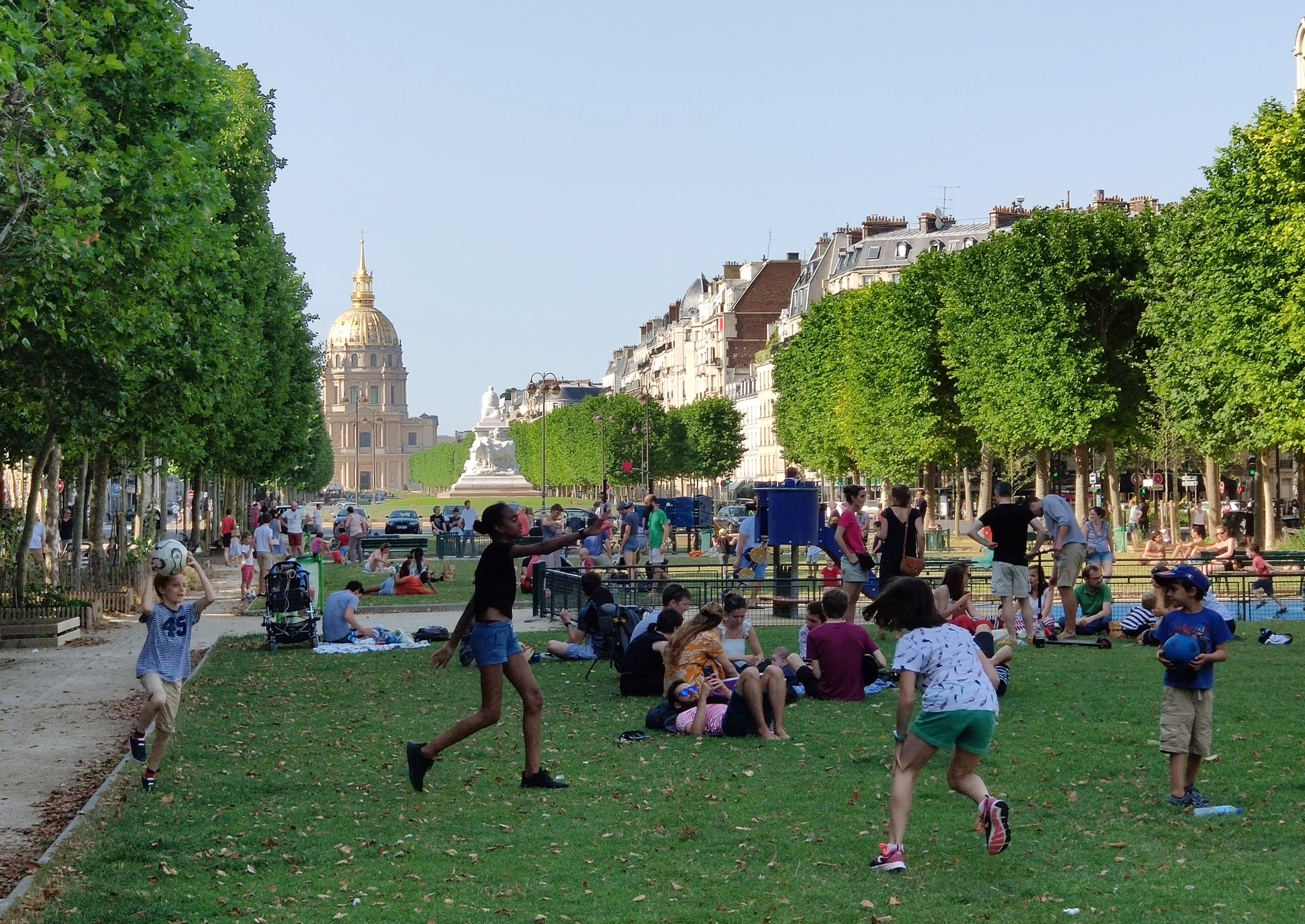
Enfants jouant à la balle au pied sur l'esplanade Jacques-Chaban-Delmas.